# Chasia Bornstein-Bielicka
Chasia Bornstein-Bielicka (ur. 16 stycznia 1921 w Grodnie, zm. 15 lipca 2012 w Lehawot ha-Baszan) – żydowska działaczka ruchu oporu podczas II wojny światowej, założycielka pierwszego domu dla sierot żydowskich w powojennej Łodzi.

## Życiorys
Urodziła się 16 stycznia 1921 roku w Grodnie w rodzinie Jehudy Bielickiego i Dewory d. Jabłońskiej. Była to tradycyjna żydowska rodzina o syjonistycznym światopoglądzie. Miała starszego brata Awremele oraz dwie młodsze siostry Rochelę i Cyporkę.
Jako nastolatka dołączyła do organizacji Ha-Szomer Ha-Cair, w której zajęła kierownicze stanowiska. Ze względów finansowych nie mogła uczęszczać do w hebrajskiej szkoły „Tarbut”, uczyła się zatem w miejskiej szkole żydowskiej z polskim językiem nauczania i ukończyła lokalną szkołę zawodową dla dziewcząt, w której nauczyła się języka polskiego. Maszyna krawiecka, którą Bielicka otrzymała w okresie nauk, pozwoliła utrzymać się rodzinie, gdy ta została zamknięta w getcie w Grodnie.
Podczas okupacji sowieckiej rozwiązano wszystkie stowarzyszenia i organizacje. Członkowie Ha-Szomer ha-Cair w Grodnie przenieśli działalność do podziemia, spotykali się w ogrodzie Bielickich. Chasia do 1941 roku ukończyła żydowskie Gimnazjum Realne.
W czerwcu 1941 roku Bielicka dołączyła do ruchu oporu w Grodnie. Początkowo jej rolą była opieka nad młodzieżą, której wyznaczała zajęcia i cele oraz dodawała otuchy opowieściami o emigracji do Palestyny. Została wraz z rodziną zamknięta w getcie nr 1. Zimą i wiosną 1942 roku udało się jej dostać pracę w fabryce bielizny w Cegielni, następnie pracowała na polu buraków cukrowych. Za te pracę otrzymywała dodatkowe porcje chleba, co pomogło przetrwać rodzinie.
W obliczu wieści o nadchodzącej likwidacji getta dołączyła do organizacji zbrojnego oporu wobec Niemców, wraz z Johewed Taub, Cilią Szachnies, Miriam Popko i Eliaszem Tankusem należąc do kierownictwa. Działając pod imieniem „Halina Stasiuk” na początku 1943 roku wykonała misję przewiezienia wyposażenia laboratorium do fałszowania dokumentów z Grodna do getta w Białymstoku. Niepozorny wygląd i znajomość języka polskiego bez akcentu umożliwiły jej zamieszkanie w Białymstoku po „aryjskiej” stronie. Bielickiej udało się zdobyć odpowiednie dokumenty i legalną pracę jako pomoc domowa u esesmana Luchterhanda, jednocześnie kontynuowała działalność w konspiracji jako łączniczka z gettem. Podczas powstania w getcie współpracowała z Chajką Grossman, Bronką Klibańską, Marylką Różycką, Lizą Czapnik, Anią Rod i Rywką Madajską przy organizowaniu pomocy dla ocalałych w ucieczce do obozów partyzantów.
Po likwidacji getta Chasia rozpoczęła pracę u Niemca Ottona Busse, który wspierał ruch oporu, jednocześnie współpracowała z partyzantami ukrywającymi się w okolicznych lasach, dostarczając im prowiant, broń i lekarstwa. Wraz z innymi działaczami konspiracji utworzyła komórkę Niemców wspierających podziemie. W sierpniu 1944 roku zaangażowała się w działania partyzantów przy wyzwoleniu Białegostoku, przekazując informacje na temat pozycji sił niemieckich, co umożliwiło Armii Czerwonej przejęcie miasta, za co później wraz z innymi kurierami została wyróżniona najwyższym wyróżnieniem cywilnym. Jako jedyna ze swej rodziny przeżyła Zagładę.

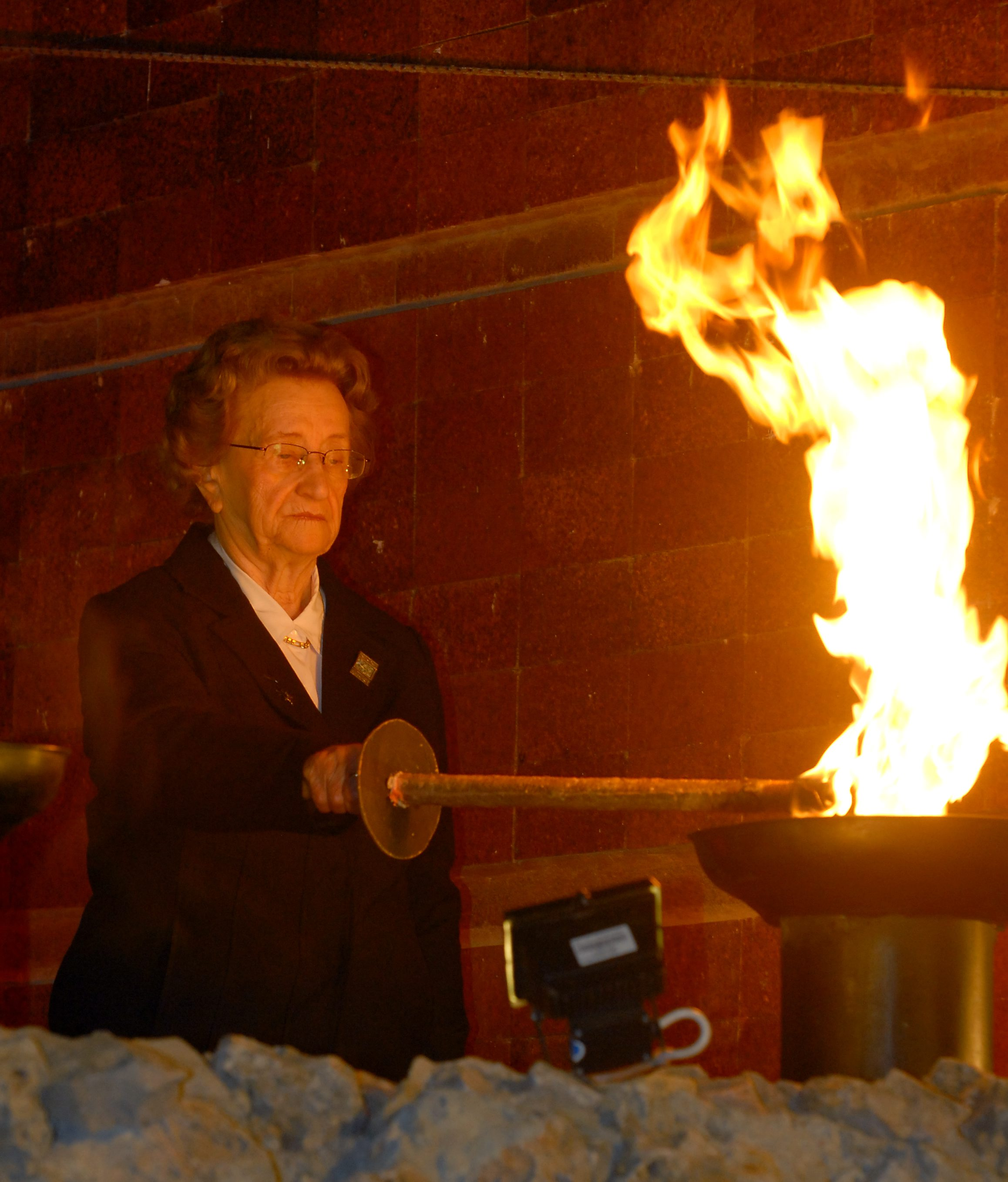
Bornstein-Bielicka podczas Dnia Pamięci o Holokauście, 2006

W 1944 roku wyjechała do Grodna i rozpoczęła naukę w kolegium nauczycielskim, jednak nie mogła odnaleźć się w nowej rzeczywistości. W czerwcu 1945 roku wyjechała do Łodzi, gdzie kontynuowała współpracę z Ha-Szomer Ha-Cair. Po wojnie założyła tam pierwszy dom dla sierot żydowskich w mieście dający schronienie okołu stu dzieciom. Zamieszkała z podopiecznymi, poświęcając im cały swój czas i nie utrzymując za to wynagrodzenia. Rok później została uczestniczką pierwszego powojennego kongresu Ha-Szomer Ha-Cair, który odbył się we Francji. Podczas wydarzenia opisała swe doświadczenia wojenne i zbierała środki na wyjazd podopiecznych z domu sierot do Palestyny. Tego samego roku udało się jej doprowadzić do nielegalnej emigracji grupy dzieci, z początku przemieszczając się przez okupowane tereny Niemiec, a następnie płynąc statkiem „Theodor Herzl”. Po zatrzymaniu statku przez władze brytyjskie jej podopieczni spędzili kilka miesięcy w brytyjskim obozie detencyjnym na Cyprze, gdzie Bielicka kontynuowała prowadzenie dla nich zajęć. W sierpniu 1947 roku dzieci dotarły do Palestyny.
Po aliji wyszła za mąż za Henryka Bornsteina i z początku przebywała w kibucu Gan Szemu’el, po czym osiadła w tworzącym się kibucu Lahawot ha-Baszan. Pracowała z młodzieżą imigrantów i założyła pierwsze przedszkole dla przyjezdnych, po czym została wysłana  z mężem z ramienia Ha-Szomer Ha-Cair do Południowej Afryki i Francji. Od drugiej połowy lat 60. przez dwadzieścia lat nauczała technik ceramicznych oraz tworzyła ceramikę w Izraelu, a w okresie emerytury powróciła do szycia ubrań.
Jej wspomnienia spisane przez Neomi Izhar ukazały się po hebrajsku na początku XX wieku. W 2006 roku zapaliła jedną z sześciu pochodni podczas państwowej ceremonii rozpoczęcia Dnia Pamięci o Ofiarach Holokaustu w Jad Waszem.
Zmarła 15 lipca 2012 roku.
Została patronką Festiwalu Kultury Żydowskiej „Zachor” w Białymstoku oraz patronką konferencji naukowej „Kobieta żydowska”, III Konferencji z cyklu Żydzi wschodniej Polski, która odbyła się na Uniwersytecie w Białymstoku w 2014 roku.